# Gut Uerentrup
Das Gut Uerentrup (auch: Gut Urentrup oder Uhrendorf) ist ein ehemaliger Gutshof im heutigen Stadtbezirk Dornberg in Bielefeld, Nordrhein-Westfalen. Der Gutshof ging in der Gemeinde Hoberge-Uerentrup auf, die 1973 zu einem Stadtteil von Bielefeld wurde.

## Geschichte
Der Gutshof existierte mindestens seit Beginn des 13. Jahrhunderts, 1206 schenkte Graf Gottfried von Arnsberg das Haus in Urinchtorp dem Kloster Marienfeld. 1215 fügte der Paderborner Bischof Bernhard III. von Oesede den Zehnten aus den Neubruchländereien im Kirchspiel Dornberg hinzu. Diese Schenkung wurde im Laufe der Zeit mehrfach bestätigt und erweitert. 
1436 wurde auf dem Gut eine Kapelle errichtet, die 1876 abbrannte.
Die Verwaltung des Hofes wurde einem Hofmeister, einem Mönch des Klosters, übertragen. So entwickelte sich die Bezeichnung Mönkehof, die sich bis heute erhalten hat. Everhardus Gallenkamp war vor seiner Wahl zum Abt des Klosters im Jahr 1713 als Gutsverwalter auf Uerentrup tätig. 
Bis zur Auflösung des Klosters 1803 gehörte der Hof ebendiesem. 1817 und 1820 ging das Gut in Privatbesitz über.
Vor der Napoleonischen Zeit unterstanden das Gut Uerentrup wie auch die anderen Orte des Kirchspiels Dornberg der Vogtei Werther.
Ab 1807 gehörte das Gut zum Kanton Werther im Distrikt Bielefeld des Königreichs Westphalen. 1811 wurden die Gebiete nordwestlich einer Linie Aa–Johannisbach–Schwarzbach von Frankreich annektiert. Der größte Teil des Dornberger Gebiets einschließlich des Gutes Uerentrup verblieb im Königreich Westphalen und wurde in den Kanton Schildesche des Distrikts Bielefeld eingegliedert.
Nach dem Ende der französischen Besatzung fiel das gesamte Ravensberger Land wieder an Preußen. Zum 1. November 1816 wurde der Regierungsbezirk Minden, einer von drei Bezirken in der preußischen Provinz Westfalen, in zwölf Kreise gegliedert. Das Gebiet des Kantons Schildesche kam als Bürgermeisterei Schildesche zum neuen Kreis Bielefeld. Im Rahmen der Einführung der neuen Westfälischen Landgemeindeordnung wurde 1843 das Amt Dornberg eingerichtet und 1845 die Gemeinde Hoberge-Uerentrup konstituiert, in der das Gut Uerentrup aufging.
Hoberge-Uerentrup ist seit 1973 ein Stadtteil von Bielefeld.